# SK Hynix
SK hynix – południowokoreańskie przedsiębiorstwo zajmujące się produkcją układów elektronicznych. Wcześniej znana jako Hyundai Electronic Industrial Co., Ltd., przed oddzieleniem się od konglomeratu Hyundai Group w 2001 roku. W 2012 roku, kiedy SK Telecom stało się jej głównym akcjonariuszem, Hynix połączył się z SK Group. Produkuje głównie pamięci DRAM i flash. Jest jednym z największych producentów pamięci na świecie.